# Орнатский, Сергей Николаевич
Сергей Николаевич Орнатский (19 [31] марта 1806, Городище, Санкт-Петербургская губерния — 1 [13] января 1884, Курск) — российский юрист, учёный-правовед, философ

, исследователь украинских древностей, преподаватель и научный писатель.

## Биография
Родился 19 (31) марта 1806 года в Городищском погосте Новоладожского уезда (ныне — деревня Городище в Киришском районе Ленинградской области) в семье священника.
С 1812 года учился в Новоладожском духовном приходском училище, с 1815 года — в уездном духовном училище; в 1819 году переведён в Санкт-Петербургскую духовную семинарию. Поступил в 1825 году в Санкт-Петербургскую духовную академию, откуда в январе 1828 года был переведён вместе с другими пятью воспитанниками академии во II Отделение Собственной Его Императорского Величества канцелярии для обучения законоведению по программе, подготовленной М. М. Сперанским. Одновременно он должен был вольнослушателем изучать законоведение в Санкт-Петербургском университете. Во II-м отделении слушал лекции бывших профессоров Главного педагогического института, а в то время старших чиновников означенного отделения: Куницына, Арсеньева и других. После сдачи экзаменов в 1829 году был отправлен в Берлинский университет для дальнейшего образования в юридических науках, где занимался под руководством Савиньи. Также посещал лекции в других юридических учебных центрах Германии.
По возвращении из-за границы в сентябре 1832 года был причислен ко II-му Отделению Собственной Его Величества канцелярии. В 1834 году сдал докторские экзамены на юридическом факультете Петербургского университета и в следующем году представил диссертацию «De certitudine juridica ejusque mediis in processu judiciario et civili et criminali»; в июле 1835 года после защиты диссертации был утверждён в степени доктора прав и определён исправляющим должность ординарного профессора российских гражданских законов в киевском Университете Св. Владимира (в 1836 году был утверждён в должности), где читал лекции по истории русского гражданского законодательства и законоведения, при этом трижды избирался Советом университета на должность декана юридического факультета (1839, 1841, 1842), а также исполнял должность проректора. Параллельно читал межевые законы в школе землемеров и был с 1835 по 1843 год членом и секретарём «Временного комитета для изыскания и сохранения древностей».
По прошению был уволен 20 апреля 1843 года с должности профессора и с 20 января 1844 года состоял на службе в департаменте министерства юстиции, где занимал должность редактора IV отделения и временно управлял этим отделением; 13 мая 1846 года вернулся к преподавательской деятельности, заняв в звании ординарного профессора кафедру общенародного правоведения в Харьковском университета, откуда 15 октября 1848 года в том же звании перешёл на кафедру энциклопедии законоведения и российских государственных законов в Московский университет.
По болезни 21 сентября 1859 года вновь вышел в отставку и поселился в Курске, где прожил до конца жизни. Умер 1 (13) января 1884 года.

## Публикации
Кроме диссертации, написал следующие труды: «О ходе открытия древностей в Киеве до начала 1836 г.» («Журнал Министерства народного просвещения», 1836 год, часть XII); «Отчёты о действиях комитета изыскания древностей в Киеве» (там же, 1838 год, часть XVIII, и 1839 год, XXIII); биография И. Пургольда (Биографический словарь профессоров Московского университета, Москва, 1855 г.); «Сравнительный взгляд на нынешние понятия об энциклопедии и понятия о ней древних греков и римлян» («В воспоминание 12-го января 1855 г.», сборник, изданный Московским университетом, Москва, 1855 год, страницы 1—59); «О единстве всеобщего, высшего закона правды» («Речи, некролог и отчёт, произнесённые в торжественном собрании Московского университета», Москва, 1856 г., страницы 1—263. Отдельное издание — Москва, 1856 год); «О внешних отличительных знаках верховной власти и торжественном облечении ими государей при начале царствования. Исследование» («Речи, стихи, исследования, написанные ко дню коронации», Москва, 1856 год, страницы 1—74).
В речи: «Об отношении между общим и частным в законодательстве и законоведении» (Киев, 1840), оспаривая Монтескье и Савиньи, объяснял разнообразие существующих в Европе и России узаконений гораздо более случайным сцеплением событий и произволом законодателей, чем влиянием исторических и физических условий развития народов, и пытался доказать, что лишь законодатель, руководимый откровением, — источник всякого права. Стремясь к введению начал, указываемых положениями «вечной правды», по непосредственному велению российского монарха, выступал за объединение этим путём всех действующих в России прав в одном общем законодательстве. В другой речи, произнесённой уже после смерти Николая I, «О единстве всеобщего, высшего закона правды в сравнении со множеством и разнообразием положительных законов в разных человеческих обществах», пытался показать, наоборот, что при единстве всеобщего закона «вечной правды» разнообразие законов неизбежно — как следствие целого ряда географических, органических и исторических условий, с которыми должен считаться и законодатель. Признавал влияние на законодательство не только науки права, но и всех наук и искусств, а также философии.